# سباستین اونتوریا
سباستین اونتوریا (انگلیسی: Sebastián Ontoria; ۲۰ ژانویهٔ ۱۹۲۰ – ۱۲ اوت ۲۰۰۴) بازیکن فوتبال اهل اسپانیا بود.
از باشگاه‌هایی که در آن بازی کرده‌است می‌توان به باشگاه فوتبال رئال سوسیداد و باشگاه فوتبال رئال ساراگوسا اشاره کرد.
وی همچنین در تیم‌های ملی فوتبال Spain B national football team و اسپانیا بازی کرده‌است.